# Bernard Sarrazain
Bernard Sarrazain, né le 18 octobre 1951 à Narbonne, est le fondateur d'une société de transports qui porte son nom « Sarrazain Transport » en 1994 sur la région de Toulouse. À sa retraite en 2012, il devient président du club de rugby à XIII le Toulouse olympique XIII. Le club remporte le Championnat de France en 2014 et 2015 ainsi que la Coupe de France en 2014, puis intègre le Championnat professionnel anglais la « Super League » en 2022, après leur succès en Championship en 2021, que seuls les clubs français du Paris Saint-Germain Rugby League (1996-1997) et les Dragons Catalans (depuis 2006) ont fréquenté.

## Biographie

### Formation
Né à Narbonne, Bernard Sarrazain rejoint Toulouse et débute par un apprentissage dans la plomberie sans passion. Il change alors de domaine et se lance dans les livraisons en camionnette puis intègre la société de développement photo Kodak en lien avec les transports.

### Entrepreneuriat
En 1994, il quitte son poste de salarié et crée sa propre entreprise de transports à son nom « Sarrazain Transport » aux côtés de sa femme Marie-Christine. Cette entreprise de transports est une réussite puisque vingt-cinq ans plus tard, il nomme son fils Lionel à la tête de cette société qui emploient désormais 350 personnes, et son autre fils à la tête de la société de déménagements Raynal acquis peu de temps auparavant avec trente salariés.

### Toulouse olympique XIII
Il est avec Bernard Guasch, président des Dragons Catalans, l'un des deux présidents parvenant à intégrer un club français en Super League au XXIe siècle. Après sa retraite officielle et la transmission de son entreprise en 2012 à ses fils Lionel et Joffrey, Bernard Sarrazin donne son accord pour prendre la présidence du club de rugby à XIII du Toulouse olympique XIII. Il succède à Charles Zalduendo qui de son côté devenait président de la Fédération française de rugby à XIII. Sarrazin était plutôt issu du milieu du rugby à XV qu'il a pratiqué de manière modeste avant d'intégrer l'association Table Ovale mettant en lien les partenaires du Toulouse olympique XIII. C'est ainsi et avec insistance de Zalduendo que Sarrazin, bien qu'ayant aspiré à un retraite calme, décide de présider ce club dont le dernier titre remonte à 2000 et des tentatives ratées d'intégrer la Super League.
Peu de temps après son arrivée, le club toulousain réalise en 2014 pour la première fois de son histoire le doublé Championnat de France-Coupe de France suivi en 2015 d'un nouveau titre de Championnat de France, avec à sa tête l'entraîneur Sylvain Houlès nommé par Sarrazain en 2013 dont le lien les accompagne jusqu'en Super League avec le directeur sportif Cédric Garcia. En effet, le club redépose alors une demande d'intégration en troisième division anglaise dont l'objectif est de gravir petit à petit les échelons pour enfin intégrer la Super League. Après six saisons dans les divisions inférieures et quelques désillusions telles la défaite en 2019 en finale préliminaire contre Featherstone Rovers 12-36 ou l'édition 2020 annulée de la Championship en raison de la pandémie et le choix de la Super League d'intégrer Leigh Centurions plutôt que Toulouse, le club finit par obtenir le droit de l'intégrer à la suite de sa victoire 34-12 contre Featherstone en 2021.
Toulouse devient le troisième club français à disputer la Super League après le Paris Saint-Germain Rugby League (1996-1997) et les Dragons Catalans (depuis 2006), et dispute les premiers derbys franco-français en Super League contre son voisin catalan.

## Palmarès (président)

### Équipe masculine
Toulouse olympique XIII
- Championnat de France (2) : 2014 et 2015.
- Coupe de France (1) : 2014.
- Championship (1) : 2021.

### Équipe en fauteuil roulant
Toulouse olympique XIII
- Championnat de France (1) : 2017.